# Garelli Ibramoto
Garelli Ibramoto war ein brasilianischer Motorradhersteller mit Sitz in São José dos Pinhais im Bundesstaat Paraná. Das Unternehmen produzierte in Lizenz Modelle des italienischen Herstellers Garelli für den südamerikanischen Markt. Ibramoto war in den 1970er und 1980er Jahren aktiv und trug zur Verbreitung von Garelli-Zweirädern in Brasilien bei.

## Geschichte
Ibramoto wurde Mitte der 1970er Jahre gegründet, um die Produktion und den Vertrieb von Garelli-Motorrädern in Brasilien zu übernehmen. Das Unternehmen eröffnete eine Montageeinheit in Curitiba und später ein Werk in São José dos Pinhais. Die Produktion begann mit Modellen wie der Katia, einem 49-cm³-Motorroller, das speziell für den brasilianischen Markt entwickelt wurde.
Im Jahr 1976 startete Ibramoto eine Werbekampagne in Zusammenarbeit mit dem Verlag Bloch Editores, bei der Teilnehmer Slogans zum Thema Kraftstoffersparnis einreichen konnten. Als Preise wurden sechs neue Garelli-Motorräder ausgelobt. Die Aktion endete am 10. Januar 1977.

## Modelle
Ibramoto produzierte verschiedene Modelle, die auf italienischen Garelli-Konstruktionen basierten, jedoch an die Bedürfnisse des brasilianischen Marktes angepasst wurden:
- Katia: kompakter 49-cm³-Motorroller mit 10-Zoll-Rädern und stufenlosen Getriebe

- T-50 A: 49-cm³-Modell mit 17-Zoll-Speichenrädern und 1-Gang-Getriebe

- Garelli 3: 49-cm³-Moped mit 3-Gang-Getriebe und obenliegendem Tank

Diese Modelle wurden speziell für den brasilianischen Markt entwickelt und unterschieden sich in einigen technischen Details von ihren europäischen Pendants.

## Bedeutung
Durch die lokale Produktion konnte Garelli seine Präsenz in Südamerika stärken und den Importzöllen und wirtschaftlichen Herausforderungen der Region begegnen. Ibramoto spielte eine wichtige Rolle bei der Verbreitung von Mopeds und Kleinkrafträdern in Brasilien und trug zur Popularisierung dieser Fahrzeugklasse bei.